# Робертсон, Уильям (шотландский футболист)
Уи́льям Се́ймор Ро́бертсон (англ. William Seymour Robertson; 20 апреля 1907—1980) — шотландский футболист, фланговый хавбек. Известен по выступлениям за шотландские и английские клубы «Терд Ланарк», «Эр Юнайтед», «Сток Сити», «Манчестер Юнайтед», «Рединг» и «Ист Стерлингшир».

## Футбольная карьера
Робертсон родился в Фолкерке, Шотландия. Начал карьеру в клубе «Терд Ланарк». В 1927 году стал игроком другого шотландского клуба «Эр Юнайтед», в котором провёл три сезона, сыграв 110 матчей и забив 7 мячей.
В августе 1929 года перешёл в английский клуб «Сток Сити». В сезоне 1931/32 стал основным правым хавбеком команды, а в следующем сезоне помог «гончарам» выиграть Второй дивизион Футбольной лиги. В следующем сезоне, который «Сток» проводил в Первом дивизионе, потерял место в основе и в марте 1934 года был продан в «Манчестер Юнайтед».
Дебютировал за «Манчестер Юнайтед» 17 марта 1934 года в матче Второго дивизиона против «Фулхэма» на стадионе «Олд Траффорд». В оставшейся части сезона 1933/34 «своими надёжными отборами мяча» помог своему новому клубу избежать вылета в Третий дивизион. В сезоне 1934/35 сохранил за собой место в основном составе «Юнайтед», сыграв в 39 матчах. 27 апреля 1935 года забил свой первый (и единственный) гол за «Манчестер Юнайтед» в матче против «Брэдфорд Парк Авеню». Однако в сезоне 1935/36 его вытеснил из основного состава Джеймс Браун, и Робертсону пришлось выступать за резервистов команды. В январе 1936 года он был продан в «Рединг». Всего он провёл за «Юнайтед» 50 матчей и забил 1 гол.
В «Рединге» Робертсон провёл ещё два сезона, сыграв в 24 матчах. Затем вернулся в Шотландию, проведя сезон 1937/38 в клубе «Ист Стерлингшир», после чего завершил карьеру.

## Статистика выступлений
| Клуб              | Сезон            | Лига                  | Лига | Лига | Кубок | Кубок | Итого | Итого |
| Клуб              | Сезон            | Дивизион              | Игры | Голы | Игры  | Голы  | Игры  | Голы  |
| ----------------- | ---------------- | --------------------- | ---- | ---- | ----- | ----- | ----- | ----- |
| Эр Юнайтед        | 1927/28          | Второй дивизион       | 38   | 1    | 2     | 0     | 40    | 1     |
| Эр Юнайтед        | 1928/29          | Первый дивизион       | 36   | 3    | 2     | 0     | 38    | 3     |
| Эр Юнайтед        | 1929/30          | Первый дивизион       | 32   | 3    | 0     | 0     | 32    | 3     |
| Эр Юнайтед        | Итого            | Итого                 | 106  | 7    | 4     | 0     | 110   | 7     |
| Сток Сити         | 1929/30          | Второй дивизион       | 9    | 1    | 0     | 0     | 9     | 1     |
| Сток Сити         | 1930/31          | Второй дивизион       | 20   | 1    | 3     | 0     | 23    | 1     |
| Сток Сити         | 1931/32          | Второй дивизион       | 38   | 1    | 5     | 0     | 43    | 1     |
| Сток Сити         | 1932/33          | Второй дивизион       | 39   | 0    | 1     | 0     | 40    | 0     |
| Сток Сити         | 1933/34          | Первый дивизион       | 11   | 0    | 0     | 0     | 11    | 0     |
| Сток Сити         | Итого            | Итого                 | 117  | 3    | 9     | 0     | 126   | 3     |
| Манчестер Юнайтед | 1933/34          | Второй дивизион       | 10   | 0    | 0     | 0     | 10    | 0     |
| Манчестер Юнайтед | 1934/35          | Второй дивизион       | 36   | 1    | 3     | 0     | 39    | 1     |
| Манчестер Юнайтед | 1935/36          | Второй дивизион       | 1    | 0    | 0     | 0     | 1     | 0     |
| Манчестер Юнайтед | Итого            | Итого                 | 47   | 1    | 3     | 0     | 50    | 1     |
| Рединг            | 1935/36          | Третий южный дивизион | 7    | 0    | 0     | 0     | 7     | 0     |
| Рединг            | 1936/37          | Третий южный дивизион | 17   | 0    | 0     | 0     | 17    | 0     |
| Рединг            | Итого            | Итого                 | 24   | 0    | 0     | 0     | 24    | 0     |
| Ист Стерлингшир   | 1937/38          | Второй дивизион       | 26   | 0    | 1     | 0     | 27    | 0     |
| Ист Стерлингшир   | Итого            | Итого                 | 26   | 0    | 1     | 0     | 27    | 0     |
| Всего за карьеру  | Всего за карьеру | Всего за карьеру      | 320  | 11   | 17    | 0     | 337   | 11    |

## Достижения
Сток Сити
- Чемпион Второго дивизиона: 1932/33